# Tengiz Boerdzjanadzestadion
Het Tengiz Boerdzjanadzestadion is een voetbalstadion in de Georgische stad Gori. In het stadion speelt Dila Gori haar thuiswedstrijden. Het stadion is vernoemd naar Tengiz Boerdzjanadze.

## Interlands
Het Georgisch voetbalelftal speelde in 2017 een interland in het stadion. Tevens werd het stadion gebruikt tijdens het Europees kampioenschap voetbal onder 19 in 2017 voor vier groepswedstrijden en de finale.
| 1 | 10 november 2017 | Georgië – Cyprus      | 1 – 0 | Vriendschappelijk | 4.100 |
| 2 | 15 november 2021 | Georgië – Oezbekistan | 1 – 0 | Vriendschappelijk | 1.300 |